# Copa Latina 2009 (voleibol)
La I Copa Latina se llevó a cabo del 14 al 17 de mayo de 2009 en el Coliseo Niño Héroe Manuel Bonilla de la ciudad de Lima, Perú. Las selecciones de Chile, Colombia y Perú representaron a la Confederación Sudamericana de Voleibol; mientras que la de Cuba representó a la NORCECA. El torneo amistoso sirvió de preparación para la selección sub-18 de Perú para el Campeonato Mundial de Voleibol Femenino Sub-18 de 2009 y para la sub-20 de Cuba para el Campeonato Mundial de Voleibol Femenino Sub-20 de 2009.

## Equipos participantes
- Chile
- Colombia
- Cuba
- Perú

## Primera fase

### Resultados
| Fecha    | Encuentro        | Resultado | Set   | Set   | Set   | Set   | Set   | Puntuación total |
| Fecha    | Encuentro        | Resultado | 1     | 2     | 3     | 4     | 5     | Puntuación total |
| -------- | ---------------- | --------- | ----- | ----- | ----- | ----- | ----- | ---------------- |
| 14-05-09 | Cuba - Colombia  | 3-0       | 25-16 | 25-13 | 25-12 |       |       | 75-41            |
| 14-05-09 | Perú - Chile     | 3-2       | 25-18 | 25-16 | 21-25 | 24-26 | 16-14 | 111-99           |
| 15-05-09 | Cuba - Chile     | 3-0       | 25-6  | 25-17 | 25-14 |       |       | 75-37            |
| 15-05-09 | Perú - Colombia  | 3-0       | 25-15 | 26-24 | 25-18 |       |       | 76-57            |
| 16-05-09 | Cuba - Perú      | 3-0       | 25-15 | 25-21 | 25-9  |       |       | 75-45            |
| 16-05-09 | Chile - Colombia | 3-0       | 25-20 | 25-18 | 25-20 |       |       | 75-58            |

### Clasificación
| Pos | Equipo   | PJ | PG | PP | SF | SC | PTS |
| --- | -------- | -- | -- | -- | -- | -- | --- |
| 1   | Cuba     | 3  | 3  | 0  | 9  | 0  | 6   |
| 2   | Perú     | 3  | 2  | 1  | 6  | 5  | 5   |
| 3   | Chile    | 3  | 1  | 2  | 5  | 6  | 4   |
| 4   | Colombia | 3  | 0  | 3  | 0  | 9  | 3   |

## Fase final

### Tercer lugar
| Fecha    | Encuentro        | Resultado | Set   | Set   | Set   | Set   | Set   | Puntuación total |
| Fecha    | Encuentro        | Resultado | 1     | 2     | 3     | 4     | 5     | Puntuación total |
| -------- | ---------------- | --------- | ----- | ----- | ----- | ----- | ----- | ---------------- |
| 17-05-09 | Chile - Colombia | 3-2       | 25-20 | 21-25 | 25-22 | 14-25 | 15-12 | 100-104          |

### Final
| Fecha    | Encuentro   | Resultado | Set   | Set   | Set   | Set   | Set | Puntuación total |
| Fecha    | Encuentro   | Resultado | 1     | 2     | 3     | 4     | 5   | Puntuación total |
| -------- | ----------- | --------- | ----- | ----- | ----- | ----- | --- | ---------------- |
| 17-05-09 | Perú - Cuba | 1-3       | 25-23 | 17-25 | 16-25 | 21-25 |     | 79-98            |

## Campeón
| Cuba           |
| Campeón        |
| Cuba 1º título |

## Clasificación general
| Pos | Equipo   |
| --- | -------- |
| 1   | Cuba     |
| 2   | Perú     |
| 3   | Chile    |
| 4   | Colombia |

| Predecesor: Ninguno | Copa Latina (voleibol) Peru 2009 | Sucesor: Perú 2010 |

- Datos: Q4615096